# Эркен-Халк
Эрке́н-Ха́лк (ног. Эркин-Халк) — аул в Ногайском районе Карачаево-Черкесской Республики.
Образует муниципальное образование «Эркен-Халкское сельское поселение», как единственный населённый пункт в его составе.

## География
Аул Эркен-Халк расположен в центральной части Ногайского района, на правом берегу реки Малый Зеленчук, чуть выше её впадения в Кубань. Находится к западу от районного центра — Эркен-Шахар, в 24 км к северо-западу от города Черкесск. Вдоль южной окраины аула проходит федеральная автотрасса Р-217.
Граничит с землями населённых пунктов: Эркен-Шахар на востоке, Адыге-Хабль и Адиль-Халк на юге. К северу от аула на противоположном берегу реки Кубань расположена станица — Беломечетская.
Населённый пункт расположен в предгорной зоне республики. Рельеф местности преимущественно равнинный с незначительными колебаниями относительных высот. Средние высоты на территории аула составляют 416 метров над уровнем моря.

## История
Населённый пункт на своём нынешнем месте основано в XIX веке ногайскими князьями из рода Мансуровых и первоначально назывался Нижне-Мансуровским аулом.
В 1877 году в ауле Нижне-Мансуровском Баталпашинского отдела была открыта первая светская школа отдела.
В 1929 году постановлением Президиума ВЦИК аул Нижне-Мансуровский был переименован в Эркин-Халк. Это название означает «Свободный народ».
В 2007 году аул включён в состав новообразованного Ногайского района республики.

## Население
| 2002  | 2010  | 2012  | 2013  | 2014  | 2015  | 2016  |
| ----- | ----- | ----- | ----- | ----- | ----- | ----- |
| 1523  | ↗1726 | ↗1729 | ↘1705 | ↘1684 | ↗1685 | ↗1694 |
| 2017  | 2018  | 2019  | 2020  | 2021  | 2023  | 2024  |
| ↗1721 | ↘1705 | ↘1679 | →1679 | ↗1827 | ↘1816 | ↘1803 |
| 2025  |       |       |       |       |       |       |
| ↘1795 |       |       |       |       |       |       |

Национальный состав
По данным Всероссийской переписи населения 2010 года:
| Народ               | Численность, чел. | Доля от всего населения, % |
| ------------------- | ----------------- | -------------------------- |
| ногайцы             | 1534              | 88,9 %                     |
| русские             | 38                | 2,2 %                      |
| татары              | 35                | 2,0 %                      |
| другие / не указано | 119               | 7,0 %                      |
| всего               | 1726              | 100 %                      |

## Инфраструктура
В ауле расположены центральная районная больница Ногайского района, а также одна средняя школа и одно дошкольное учреждение.

## Музей
на территории аула функционирует «Музей истории и культуры ногайского народа».